# 서울 평창동 보현산신각
서울 평창동 보현산신각(서울 平倉洞 普賢山神閣)은 서울특별시 종로구 평창동 북한산 보현봉 기슭에 있는 산신각이다. 1973년 1월 26일 서울특별시의 민속문화재 제3호로 지정되었다. 2014년 12월 4일 문화재 보호구역 면적이 정정 고시되었다.

## 개요
마을의 평안과 주민의 안녕을 산신에게 기원하기 위해 세운 것이다. 특히 산신각에 봉안되어 있는 산신도가 한국 고대 산신관념(山神觀念)의 전통을 구체적으로 표현한 것으로 귀중한 민속자료로 주목된다.

## 구조
이 산신각은 남산신당이다. 신당(神堂)은 한 칸짜리 정4각형의 맞배기와집으로, 정면에는 두 짝의 문이 있고 옆벽은 자연석을 이용하여 만들었으며 왼쪽 10미터 앞쪽에는 작은 샘이 있고 왼쪽 뒤에는 산신각보다 큰 바위가 있으며 큰 바위 앞에 작은 바위가 또 하나 있는데 그 바위 위에 작은 돌들을 쌓아 올려놓았다. 산신각 앞쪽과 옆에는 촛대를 높게 만들어 놓고 초를 꽂아 불을 켜 놓았으며 산신각 단 아래 우측에는 산신각 3배 정도의 큰 바위가 있는데 그 바위 아래 제단을 만들어 놓고 길이 60cm, 폭 30cm, 높이 60cm 정도의 한옥 기와집 형태의 등각(燈閣)을 만들고 그 안에 촛불을 켜 놓았다.
여산신각은 보현산신각에서 서쪽으로 약 600m 떨어진 곳에 있다. 맞배지붕 한옥의 한평 내외의 작은 건물이며 여기서 1km쯤 내려오면 옛날 평창(平倉)터였던 500여 평정도 되는 평지에 신목(神木)이 있으며 천제단(天祭壇)은 보현봉 서남쪽 아래 있었다고 하나 그 흔적만 남아 있다.

## 산신도
산신각 내에는 기호노인상(騎虎老人像)의 산신도(97×108cm)가 정면에 걸려 있다. 산신은 청색도포를 입고 관을 쓰고 왼손에 우선(羽扇)을 들고 있으며 뒤쪽 오른쪽에는 호랑이가 엎드려 있고 왼쪽에는 푸른 옷을 입은 동자가 무릎을 꿇은 자세로 천도복숭아 3개를 쟁반에 받쳐들고 있다. 여산신각에도 여산신도 1매가 걸려 있다. 규격은 84×72cm이며 “大正十二年 癸亥八月十四日 山神奉安于 大同出草　師 金禮□堂 相奎”라는 기록으로 보아 1923년에 제작된 그림임을 알 수 있다.

## 산신제
제일(祭日)은 3월 1일 산신각ㆍ여산신각ㆍ부군당 세 곳에서 동시에 행하며 음력 2월 초순에 제관(祭官)과 임원 7명을 선정한다. 제물은 다른 곳과 비슷하나 돼지 한 마리를 통째로 삶아 바친다. 제의(祭儀)는 유례식(儒禮式)으로 엄숙하게 진행된다. 산신은 주신(主神)이고 여신과는 부부 사이며 신당이 아니고 산신각이기 때문에 일체의 소란을 피울 수 없고 따라서 도당굿 같은 것은 없다고 한다.

## 참고 자료
- 평창동보현산신각 - 국가유산청 국가유산포털

 본 문서에는 서울특별시에서 지식공유 프로젝트를 통해 퍼블릭 도메인으로 공개한 저작물을 기초로 작성된 내용이 포함되어 있습니다.